# Susanne Zepp

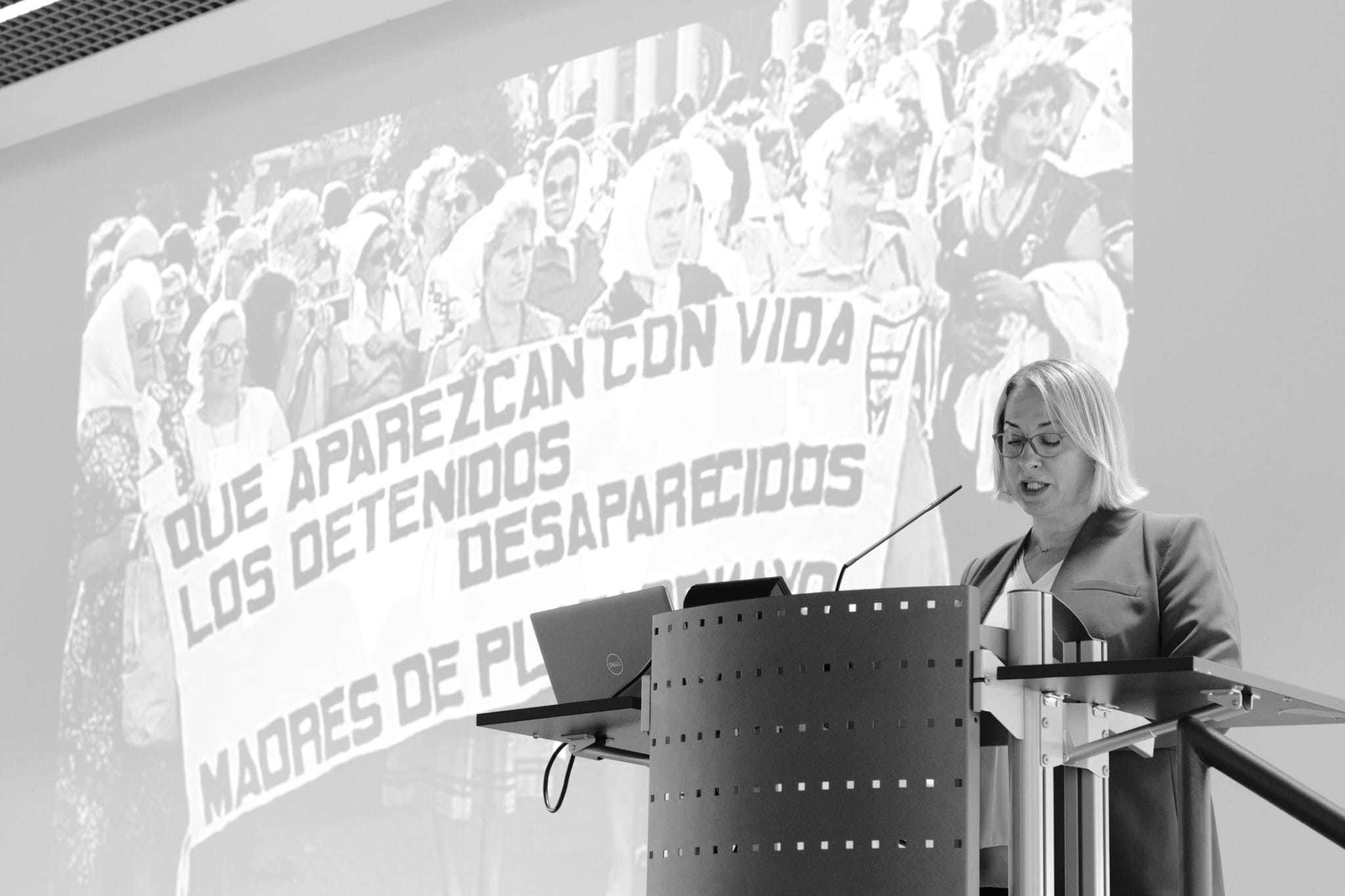
Susanne Zepp bei ihrer Antrittsvorlesung an der Universität Duisburg-Essen im Juni 2024

Susanne Zepp (* 15. April 1973) ist eine deutsche Literaturwissenschaftlerin.

## Leben
Nach dem Studium der Romanistik, Allgemeinen Literaturwissenschaft und Neueren Deutschen Literaturgeschichte an der Universität Wuppertal war sie dort ab 1997 Wissenschaftliche Mitarbeiterin am Institut für Romanistik. Sie wurde 2002 in Romanischer Philologie promoviert. Von 2003 bis 2015 war sie Stellvertreterin des Direktors am Simon-Dubnow-Institut für jüdische Geschichte und Kultur an der Universität Leipzig. Von 2011 bis 2023 war sie Professorin für Romanische Philologie an der Freien Universität Berlin. 2022/2023 amtierte sie als Sprecherin des Direktoriums des Selma Stern Zentrums jüdische Studien Berlin-Brandenburg. Seit dem Sommersemester 2023 ist sie Professorin für Spanische und Hispanoamerikanische Literaturen an der Universität Duisburg-Essen. Im selben Jahr wurde ihr der spanische Orden de Isabel la Católica verliehen.
Ihre Forschungsschwerpunkte sind spanische Literatur (Mittelalter, Frühe Neuzeit, 20. Jahrhundert), lateinamerikanische, portugiesischsprachige und französischsprachige Literatur (Mittelalter, Frühe Neuzeit, 19. und 20. Jahrhundert), Literatur- und Kulturtheorie sowie Jüdische Literaturen und Recht und Literatur. 
Zepp ist Mitherausgeberin des Romanistischen Jahrbuches. Von 2019 bis 2023 war sie Vorsitzende des Deutschen Hispanistenverbands. Sie war Gastwissenschaftlerin an der Tel Aviv University und der Hebrew University of Jerusalem (2015/2017), Gastprofessorin an der L'École des hautes études en sciences sociales (EHESS) in Paris (2018) und 2020 an der Casa del Hispanista der Fundación Duques de Soria. 2025 unterrichtete sie im Rahmen des Harris Distinguished Visiting Professorship Program einen Kurs zu den jüdischen Literaturen Lateinamerikas am Dartmouth College. Dort wurde sie in das Advisory Board des Harris Distinguished Visiting Professorship Program aufgenommen. 
Zepp ist Henriette-Herz-Scout und Mitglied des Auswahlausschusses für Forschungspreise der Alexander von Humboldt-Stiftung.

## Publikationen (Auswahl)
- Untold Stories of the Spanish Civil War (hg. zus. mit Raanan Rein), London: Routledge (Canada Blanch Studies on Contemporary Spain), 2023.
- Jewish Literatures in Spanish and Portuguese. A Comprehensive Handbook (hg. zus. mit Ruth Fine), Berlin: De Gruyter, 2022.
- Migration und Avantgarde. (hg. zus. mit Stephanie Bung), Berlin: De Gruyter, 2020.
- Nobelpreisträgerinnen. 14 Schriftstellerinnen im Porträt (hg. zus. mit Claudia Olk), Berlin: De Gruyter, 2019.
- An Early Self. Jewish Belonging in Romance Literature, 1499-1627, Redwood: Stanford University Press, 2014.
- Portugiesisch-brasilianische Literaturwissenschaft. Eine Einführung, Paderborn: Fink Verlag, 2014 (= UTB 2498).
- Herkunft und Textkultur. Über jüdische Erfahrungswelten in romanischen Literaturen 1499–1627, Göttingen: Vandenhoeck & Ruprecht, 2010. (ausgezeichnet mit dem Förderpreis »Geisteswissenschaften International – Preis zur Förderung der Übersetzung geisteswissenschaftlicher Literatur« im Jahr 2011).
- Hispanistik (zus. mit Natascha Pomino) (= UTB 2498), Paderborn: Fink Verlag, 2004 (2. Auflage 2008).
- Jorge Luis Borges und die Skepsis, Stuttgart: Steiner Verlag, 2003.